# Blänk
Blänk er et Electronica/Techno band fra Luleå, Sverige. Gruppen består af Simon Trabelsi (også kendt som Young Ivy), Lina Öhman og Klas Granström (også kendt som K-laz).

## Diskografi
- Weary Soul (2017, Grind records)
- Only Built for Nothern Lights (2015, Grind records)
- Aurinko Rising Again (2012, Grind records)
- You've never been to Sápmi (2009, Grind records)